# Хусрав Тоіров
Хусрав Тоіров (тадж. Хусрав Тоиров, нар. 1 серпня 2004) — таджицький футболіст, нападник донецького «Шахтаря» та молодіжної збірної Таджикистану.

## Клубна кар'єра
Почав грати у футбол в 2020 році у складі клуба «Локомотив-Памір». Дебютував 5 квітня 2020 року, вийшовши на заміну замість Хакімджона Хасанова.
У 2021 році перейшов у «Динамо Душанбе», але так і не зіграв жодного матчу за цей клуб і вже в 2022 році перейшов до казахстанського клубу «Атирау». Дебютував у Кубку Казахстану 13 серпня 2022 року. 1 березня 2023 року донецький «Шахтар» офіційно оголосив про підписання контракту з Тоіровим до 2028 року.

## Виступи за збірну
З 2022 року став виступати у складі молодіжної збірної Таджикистану.

## Титули та досягнення
«Шахтар»
- Чемпіон України (1): 2022-23